# Bundesregierung Seipel IV
Die österreichische Bundesregierung Seipel IV amtierte vom 20. Oktober 1926 bis 18. Mai 1927; mit der Fortführung der Geschäfte betraut war sie bis 19. Mai 1927. Regierungschef war Ignaz Seipel, ein katholischer Prälat und Vordenker der CSP. Vorgänger war Rudolf Ramek, ebenfalls CSP.
Die Bundesregierung Seipel V folgte der Bundesregierung Seipel IV nach der Nationalratswahl in Österreich 1927. 
| Amt                                          | Amtsinhaber                                                         | Partei |
| -------------------------------------------- | ------------------------------------------------------------------- | ------ |
| Bundeskanzler                                | Ignaz Seipel                                                        | CSP    |
| Vizekanzler                                  | Franz Dinghofer (mit der Leitung der Justizangelegenheiten betraut) | GdVP   |
| Bundesminister für Unterricht                | Richard Schmitz                                                     | CSP    |
| Bundesminister für soziale Verwaltung        | Josef Resch                                                         | CSP    |
| Bundesminister für Finanzen                  | Viktor Kienböck                                                     | CSP    |
| Bundesminister für Land- und Forstwirtschaft | Andreas Thaler                                                      | CSP    |
| Bundesminister für Handel und Verkehr        | Hans Schürff                                                        | GdVP   |
| Bundesminister für Heereswesen               | Carl Vaugoin                                                        | CSP    |